# Краванцана
Краванцана (італ. Cravanzana, п'єм. Cravansan-a) — муніципалітет в Італії, у регіоні П'ємонт,  провінція Кунео.
Краванцана розташована на відстані близько 470 км на північний захід від Рима, 65 км на південний схід від Турина, 55 км на північний схід від Кунео.
Населення — 413 осіб (2014).
Покровитель — святий Петро.

## Походження назви
На думку історика Джордано Берті, назва може походити від слова crava, що п'ємонтською мовою означає "коза"; таким чином, Краванцана могла бути місцем, де розводили кіз, або де ці тварини жили у великій кількості в дикій природі. Не випадково на сучасному гербі Краванцани зображена фігура кози на вершині гори. Більш акредитована гіпотеза повідомляє, що село було назване на честь шляхетного роду Кальвентіїв, від якого походить оригінальна топонімічна назва Вілла Кальвентіана.

## Демографія
Населення за роками:

Станом на 1 січня 2023 року в муніципалітеті офіційно проживало 48 іноземців з 11 країн, серед них 23 громадяни країн Євросоюзу та 1 громадянин України.

## Сусідні муніципалітети
- Аргуелло
- Бозія
- Черретто-Ланге
- Фейзольйо
- Лекуїо-Беррія
- Торре-Борміда